# فيراري 430
فيراري 430 هو لاعب رياضة إلكترونية ‏ صيني، ولد في 14 فبراير 1990.